# 小行星12292
小行星12292（12292 Dalton）是一颗绕太阳运转的小行星，为主小行星带小行星。该小行星于1991年6月6日发现。

## 轨道参数
小行星12292的轨道半长轴为3.1481513 UA，离心率为0.086。